# Paweł Warszycki
Paweł Warszycki herbu Abdank – wojewoda mazowiecki w latach 1652–1659, wojewoda podlaski w latach 1649–1652, kasztelan konarski łęczycki w 1648 roku.
Syn Andrzeja i Katarzyny z Rokszyckich. Wnuk Macieja i Anny z Romiszewskich. Bratanek wojewody podlaskiego Stanisława Warszyckiego i Małgorzaty za Janem Lasockim.
Brat Stanisława Warszyckiego, kasztelana krakowskiego, wojewody mazowieckiego.
Studiował na Uniwersytecie w Ingolstadt w 1627 roku.